# 仲程長治
仲程 長治（なかほど ちょうじ、1959年（昭和34年）3月23日 - ）は琉球・沖縄の写真家、映像監督、アーティスト。石垣島出身。

## 略歴
石垣島（石垣市字石垣）生まれ、那覇市在住。沖縄県立八重山農林高等学校を卒業後、東京・原宿でインテリアデザインを学ぶ。
21歳の時に帰沖し、那覇市の写真会社で観光写真の撮影を始める。その後、デザイン会社、広告代理店の社員としてグラフィックデザイン、ロゴデザイン、カリグラフィー、広告写真、コマーシャル撮影などを手がけるようになり、沖縄県内であらゆる分野のアートデザイン、CIデザインに携わる。
2008年より写真家としての活動を本格化し、フリーランスに。2010〜2011年には沖縄、東京、韓国、スイスにて複数の写真展覧会を開催。
2009年に創刊した琉球・沖縄の文化誌『モモト』では、媒体のネーミング、初代ロゴデザイン、創刊から32号までアートディレクションとグラビア撮影を担当した。
2017年から沖縄本島北部で開催されている地域芸術祭「やんばるアートフェスティバル 」では、第7回（2024年1月-2024年2月開催）まで総合ディレクターを務めている。
2018年４月に初公開された沖縄本島や八重山諸島の「島猫」を追いかけた島映画「Nyaha！Part＃０」で初監督（撮影・監督・編集）を務め、その本編である「Nyaha!（ニャハ!）」が同年冬に完成。
2018年冬より、西表島を舞台とするドキュメンタリー映画「Us 4 IRIOMOTE（アスフォーイリオモテ）」の撮影を続けており、2021年に西表島の自然と暮らしをテーマに「生生流転（せいせいるてん）」を公開。
「日本や中国に伝統色があるように、かつて琉球というひとつの国であった沖縄の島々にも独特の光と色がある」という持論のもと、「琉球独特の色彩感覚」と「琉球弧の陰翳美」をテーマにした創作活動を行っている。

## 主な仕事

### 作品集
- 「琉球パトローネ」（2009年）　ISBN 978-4938984670
- 「母ぬ島 -Mother Islands-」（2016年）ISBN 978-4905412625
- 「YAMBARU RGB」（2017年）
- 「島猫めくり」（2018年）

### アートディレクション（出版）
- 「モモト」vol.1〜32
- 「別冊モモト　首里 琉球の都を歩く」ISBN 978-4905412205
- 「d design travel 沖縄」内「モモト」特集
- 「自然に生くる道　〜氣道 長谷川浄潤の世界」 ISBN 978-4907566005
- 「created by momoto ×　天描画家 大城清太」ISBN 978-4905412618
- 「トコイリヤ〜藝術の未来へ バレエ・アーティスト 緑間玲貴」ISBN 978-4905412779
- 「脈々」熱帯資源植物研究所 季刊誌

### スチール撮影（書籍・映画ほか）
- DVD『ジョージ・ナオペ SPIRITS OF HULA』（スイッチ・パブリッシング）スチール撮影
- 書籍『島猫と歩く那覇スージグヮー』（双葉社／著・仲村清司）ISBN 978-4575305753
- 書籍『珊瑚礁の思考 〜琉球弧から太平洋へ』（藤原書店／著・喜山荘一）ISBN 978-4865780567
- 映画「天国からのエール」（2011年公開）
- 映画「ひまわり～沖縄は忘れない　あの日の空を〜」（2013年公開）
- 映画「カーラヌカン」（2018年3月公開）スチール撮影、メインビジュアル撮影、カメラマン演技指導（沖縄編）

### スチール撮影（企業・ブランド）
- DINING OUT YAEYAMA（2013年）イメージ写真の提供
- TILLA EARTH（2014年 - 2016年）ブランドブックの撮影、AD
- 平田観光（2014年 - 2017年）ブランドブック、パンフレットの撮影、AD
- 星のや 竹富島（2017年）オフィシャル撮影
- ホテルマイステイズグループ（2018年）料飲撮影〜石垣島フサキリゾート、アートホテル大阪ベイタワー他
- KEEN JAPAN （2018年〜）西表protect プロジェクト（後の「Us 4 IRIOMOTE」）動画、イメージスチール
- TRANSIT GENERAL OFFICE （2020年）店舗メニュー撮影〜Stall、THE THEATRE TABLE
- 琉球古典音楽家・親川 遥アルバム「綾もどろ～月の若清ら～」（2024年）ジャケット撮影

### アートディレクション（舞台・イベント・アート展）
- 「The Drumming　〜それでも僕たちはこの地球を叩き続ける〜」メインビジュアル・パンフレット制作（演出／平田太一、音楽／宮沢和史）
- 「TOKOIRIYA」vol.1〜4（バレエ・アーティスト緑間玲貴公演） メインビジュアル・パンフレット制作
- 「真帆」NS琉球バレエ団公演ポスタービジュアル
- 「やんばるアートフェスティバル 2017-2018」（総合ディレクター／「YAMBARU RGB」「ブーゲン回廊」展示ディレクション）
- 「colors of OKINAWA」那覇市新都心公園・パブリックアート展
- 「やんばるアートフェスティバル2018-2019」（総合ディレクター）
- 「NAHA 530ART」那覇市新都心公園パブリックアート展
- 「DO！NEXT」横浜高島屋60周年記念×ace.アートプロジェクト（展示ディレクション）

- 「やんばるアートフェスティバル2019-2020」（総合ディレクター／「colors of OKINAWA 亜熱帯動植物写真展」展示ディレクション）
- イーアス豊崎アートワークプロジェクト（2020年４月開業予定）
- 「やんばるアートフェスティバル20-2019」（総合ディレクター）

### アート作品
- 「YAMBARU RGB -ヤンバルニハコブネ-」（京都国際映画祭2017 アート部門）
- 「島猫目展」（京都国際映画祭2018 アート部門、アートホテル石垣島ART BOOK展）
- 「すでる　〜古琉球のメタモルフォーゼ」（やんばるアートフェスティバル2018-2019、新都心公園「NAHA 530ART」展、京都国際映画祭2019 アート部門）

### 連載
- 琉球百景〜残したい島の陰翳美（2014年 - 2018年、雑誌『モモト』）
- 琉球グラデーション（2015年 - 2016年、朝日新聞デジタル＆w）
- 琉球島猫百景（2017年 - ワンテーマにこだわる旅のwebマガジン「TABILISTA」双葉社）
- 島暮らし暦（2018年 - 写真提供）日本トランスオーシャン航空（JTA）機内誌『coralway』

### 映像作品
- 「Nyaha！Part#0」第10回沖縄国際映画祭 特別招待作品（2018年制作／監督）
- 「NAGISA」（2019年、照屋年之監督作品／カメラマン役で出演）
- 「Us 4  IRIOMOTE 〜西表島の明日をつむぐ４つの物語」（2017年〜制作中／監督）
- 「ピカフレ」竹富町観光ルール・マナーアップキャンペーン（2020年／撮影）
- 「心呼吸の旅シリーズ」総務省／琉球朝日放送(QAB)台湾向け沖縄プロモーションCM(2021年制作／脚本・監督)
- ドキュメンタリー映画「生生流転」(2021年制作／企画・プロデュース・撮影・監督・編集)
- 竹富町地域発信型映画「バーミィトーリ」(2022年制作／企画・プロデュース・脚本・映像監督)
- 総務省/琉球朝日放送(QAB)海外向け座間味村プロモーション映像(2023年制作／脚本・監督)
- 「しまのたからもの」竹富町「責任ある観光」短編ムービー(2023年制作／脚本・撮影・監督・編集)
- 琉球放送（RBC）「沖縄CLIP」《緑間バレエスタジオ》《平敷屋門勇也》《かねまん食堂》（2024年／撮影・ディレクター）